# علي جوان
علي جوان إيراني أمريكي مخترع وعالم فيزياء في معهد ماساتشوستس للتكنولوجيا من مواليد 26 ديسمبر 1926في طهران وشارك في اختراع ليزر الغاز في عام 1960.

## الحياة العلمية
ولد في طهران في 26 ديسمبر عام 1926، بدأ دراسته الجامعية في جامعة طهران واستمر في جامعة كولومبيا بعدها سافر إلى الولايات المتحدة في عام 1948. وحصل على شهادة الدكتوراه في الفيزياء عام 1954.وانضم إلى معهد ماساتشوستس للتكنولوجيا كأستاذ مشارك في الفيزياء في عام 1961 وكأستاذ منذ عام 1964.
وكان أول من اقترح مبدأ غاز الليزر، مما دفعه لابتكار المشترك ليزر تتألف من الهليوم والنيون.
وفي عام 1975 حصل على وسام فريدريك ايفيس من جمعية البصرية الأمريكية، وفي عام 1993 وحصل علي جوان على وسام العالم البرت اينشتاين للعلوم.